# Serguei Dorenski
Serguei Dorenski (rus: Сергей Леонидович Доренский)  (Moscou, 3 de desembre de 1931 - Moscou, 26 de febrer de 2020) Serguei Leonídovitx Dorenski era un pianista rus.
Es va formar sota la direcció de Grigori Ginsburg al Conservatori de Moscou. Dorenski va ser guardonat amb una medalla d'or al V Festival Mundial de Joves i Estudiants i al 2n premi del Concurs de Rio de Janeiro de 1957, que li va permetre actuar a tota l'Europa occidental i Amèrica.
Aquell mateix any va ser nomenat professor al Conservatori de Moscou, on va exercir de professor des de 1978 fins a 1997, i on entre els seus alumnes tingué la famosa Olga Kern. Va formar part del jurat del Concurs Internacional de Piano Paloma O'Shea Santander el 1978, 1980, 1982, 1984 i 1992. Va ser nomenat Artista Popular de Rússia el 1989 i va ser condecorat amb l'Orde de l'Amistat vuit anys després. Va ser el vicepresident de les societats russes Fryderyk Chopin i Sergey Rachmaninov.